# Theaterplatz (Dresden)
De Theaterplatz is een plein in de Duitse stad Dresden en ligt in de Innere Altstadt. 

## Geschiedenis
Tot de jaren 1830 werd het gebied van het huidige Theaterplein ten noorden van de naar het noorden gerichte Zwinger nog gekenmerkt door een onregelmatig doolhof van steegjes en marktpleinen, waaromheen een grote verscheidenheid aan hutten en huizen was gegroepeerd. Dit gebied werd gecreëerd door Italiaanse ambachtslieden en arbeiders die hadden gewerkt aan de bouw van de Katholieke Hofkerk: Het gebied kreeg daarom de bijnaam “Italiaans dorp”. Nadat er plannen waren voor een herbestemming van het gebied werd het Italiaanse dorp gesloopt en werd de Semperoper gebouwd. Tijdens het tijdperk van het nationaalsocialisme werd het plein Adolf-Hitler-Platz genoemd. 
Tijdens de Tweede Wereldoorlog werd het hele plein verwoest. Met uitzondering van Hotel Bellevue werden alle gebouwen wel heropgebouwd. 